# Brajesh Mishra
Brajesh Chandra Mishra (29 de septiembre de 1928-Nueva Delhi, 28 de septiembre de 2012) fue el primer asesor de Seguridad Nacional y Secretario Principal del ex primer ministro de India, Atal Bihari Vajpayee.
Nació el 29 de septiembre de 1928. El padre de Mishra fue Dwarka Prasad Mishra, un exministro de Madhya Pradesh. Su padre era considerado un político incondicional del Partido del Congreso y muy cercano a Indira Gandhi.
Mishra murió el 28 de septiembre de 2012 en el hospital Fortis de Vasant Kunj en Nueva Delhi.

## Premios
Fue galardonado con el Padma Vibhushan (el segundo más alto galardón civil) en 2011.